# Ernst Leisi (Historiker)
Ernst Leisi (* 7. September 1878 in Kleindietwil, Oberaargau, Kanton Bern; † 5. April 1970 in Frauenfeld, reformiert, heimatberechtigt in Attiswil) war ein Schweizer Lehrer und Historiker.

## Leben
Ernst Leisi kam als Sohn des Müllers Urs Leisi und der Lehrerin Maria geborene Ritter zur Welt. Er studierte nach dem Besuch der Sekundarschule in Aarberg (1889–1894), des Lehrerseminars in Hofwil (1895/1896) und des Gymnasiums in Zürich (1896/1897) ab 1897 Altphilologie und Geschichte an der Universität Zürich. 1906 erfolgte seine Promotion zum Dr. phil. bei Hermann Hitzig mit der Dissertation Der Zeuge im attischen Recht.
In der Folge war er vom Frühjahr 1906 bis zum Herbst 1947 als Lehrer für Geschichte an der Kantonsschule Frauenfeld tätig, dazu von 1928 bis 1932 als deren Konrektor und von 1932 bis 1944 als deren Rektor. Ab Winter 1939 bis zur Ausreise im Jahr 1941 half Leisi der deutschen Emigrantin Käthe Vordtriede bei Formalitäten und Unterkunft. Sie wurde damals als «unser Familienflüchtling» bezeichnet und erst im Nachkriegsdeutschland bekannt. Daneben präsidierte er von 1936 bis 1960 den Historischen Verein des Kantons Thurgau sowie von 1941 bis 1952 beziehungsweise von 1954 bis 1955 den Verein für Geschichte des Bodensees und seiner Umgebung, der ihn 1952 zum Ehrenmitglied und 1959 zum Ehrenpräsidenten ernannte. Überdies gehörte Leisi dem Vorstand der thurgauischen und der schweizerischen Vereinigung für Heimatschutz an.
Leisi, der zwischen 1925 und 1967 das Thurgauische Urkundenbuch edierte, machte sich als Verfasser zahlreicher lokalhistorischer Schriften einen Namen.
Er heiratete 1911 Maria, die Tochter des Lehrers Peter Schneller. Er war der Vater des Anglisten Ernst Leisi.

## Schriften (Auswahl)
- Der Zeuge im attischen Recht. Huber, Frauenfeld 1907 (Diss. phil.).
- Ratschläge für die Gestaltung unserer Friedhöfe. Frauenfeld 1919.
- Der schöne Hausgarten. Ratschläge für Gartenbesitzer. Frauenfeld 1923.
- Thurgauisches Urkundenbuch. Huber, Frauenfeld
  - Band 4: 1300–1340; Nachträge 949–1335. 1931 (mit Friedrich Schaltegger).
  - Band 5: 1341–1359; Nachtrag 1206–1359. 1937.
  - Band 6: 1359–1375; Nachtrag 985–1371. 1950.
  - Band 7: 1375–1390; Nachtrag 1213–1390. 1961.
  - Band 8: 1391–1400, Nachträge 965–1400 und 1282–1382. 1967.
- Die Entstehung unserer Familiennamen (= Veröffentlichungen der Heimatvereinigung am Untersee. Heft 2). Steckborn 1941.
- Geschichte der Stadt Frauenfeld. Frauenfeld 1946.
- Chronik des Kantons Thurgau. Geschichte, Kultur, Wirtschaft. Luzern 1950.
- Hundert Jahre Thurgauische Kantonsschule 1853–1953. Festschrift. Frauenfeld 1953.
- Erchingen-Langdorf, ein Reichenauisches Dorf. Frauenfeld 1953.
- Geschichte von Amriswil und Umgebung. Frauenfeld 1957.

Aufsätze
- Die thurgauischen Parkbäume und Ziersträucher. In: Mitteilungen der thurgauischen Naturforschenden Gesellschaft. Bd. 22, 1917, S. 4–71.
- Die Kirche St. Johann in Frauenfeld-Kurzdorf. In: Thurgauische Beiträge zur vaterländischen Geschichte. Bd. 57/58, 1918, S. 36–63.
- Zur Geschichte von Freudenfels. In: Thurgauische Beiträge zur vaterländischen Geschichte. Bd. 61, 1924, S. 32–35.
- Das Augustinerinnenklösterlein im Blümlistobel. In: Thurgauische Beiträge zur vaterländischen Geschichte. Bd. 70, 1933, S. 36–56.
- Mammertshofen. In: Schriften des Vereins für Geschichte des Bodensees und seiner Umgebung. 68. Jg. 1941/42, S. 51–60 (Digitalisat).
- Die St. Leonhardskapelle in Landschlacht. In: Thurgauer Jahrbuch. Bd. 19, 1943, S. 18–21.
- Das richtige Wappen des Thurgaus. In: Thurgauische Beiträge zur vaterländischen Geschichte. Bd. 84, 1948, S. 111–115.
- Der Historische Verein des Kantons Thurgau von 1859–1959. In: Thurgauische Beiträge zur vaterländischen Geschichte. Bd. 96, 1959, S. 1–44.
- Die Herren von Spiegelberg im Thurgau und im Linzgau. In: Schriften des Vereins für Geschichte des Bodensees und seiner Umgebung. 79. Jg. 1961, S. 107–119 (Digitalisat).
- Schloss Arenenberg. In: Hermann Meili (Hrsg.): Burgen, Schlösser und Burgherrengeschlechter der Ostschweiz. Trogen 1970, S. 94–96.
- Schloss Eugensberg. In: Hermann Meili (Hrsg.): Burgen, Schlösser und Burgherrengeschlechter der Ostschweiz. Trogen 1970, S. 97–98.